# Sparks (Georgia)
Sparks es un pueblo ubicado en el condado de Cook en el estado estadounidense de Georgia. En el censo de 2000, su población era de 1.755.

## Demografía
En el 2000 la renta per cápita promedia del hogar era de $26,806, y el ingreso promedio para una familia era de $29,861. El ingreso per cápita para la localidad era de $10,779. Los hombres tenían un ingreso per cápita de $22,583 contra $16,087 para las mujeres.

## Geografía
Sparks se encuentra ubicado en las coordenadas 31°10′9″N 83°26′23″O / 31.16917, -83.43972 (31.169210, -83.439757).
Según la Oficina del Censo, la localidad tiene un área total de 10,2 km² (3,9 mi²), de la cual 9,5 km² (3,7 mi²) es tierra y 0,7 km² (0 mi²) (0.70%) es agua.